# Kultura proizvođača
Stvaralačka kultura je subkultura koja predstavlja proširenje Uradi sam kulture temeljena na tehnologiji </link> koji koristi hardverski dio hakerske kulture i zanima se za stvaranje novih uređaja, kao i petljanju s postojećima. Hardver otvorenog koda općenito je podržan Kulturom proizvođača. Tipično kultura proizvođača je usmjerena na inžinjerstvanju kao što su elektronika, robotika, 3-D ispis i korištenje računalnih numeričkih kontrolnih alata, kao i tradicionalnije aktivnosti kao što su obrada metala, obrada drva i, uglavnom, njen prethodnik, tradicionalna umjetnost i obrt .
Subkultura naglašava pristup "izreži i zalijepi" standardiziranim tehnologijama za hobiste i potiče ponovnu upotrebu dizajna kuharica objavljenih na web stranicama i publikacijama usmjerenim na proizvođače. Snažan je fokus na učenju i korištenju praktičnih vještina te njihovoj primjeni na referentne dizajne. Također se sve više radi na kapitalu i kulturi proizvođača .

## Filozofski naglasak
Kultura stvaratelja naglašava učenje kroz djelovanje ( aktivno učenje ) u društvenom okruženju, kao i neformalno, umreženo, vršnjačko i zajedničko učenje motivirano zabavom i samoispunjenjem. Kultura stvaratelja potiče nove primjene tehnologija i istraživanja kao interakciju između tradicionalno odvojenih domena i načina rada, uključujući obradu metala, kaligrafiju, snimanje filmova i računalno programiranje. Interakcija u zajednici i dijeljenje znanja često su posredovani putem umreženih tehnologija, s web-mjestima i alatima društvenih medija koji čine osnovu repozitorija znanja i središnji kanal za dijeljenje informacija i razmjenu ideja, a fokusirani su kroz sastanke u zajedničkim prostorima kao što su hakerski prostori. Kultura proizvođača privukla je zanimanje nastavnika koji su zabrinuti zbog odvajanja učenika od STEM predmeta (znanost, tehnologija, inženjerstvo i matematika) u formalnom obrazovnom okruženju. Smatra se da kultura stvaratelja ima potencijal pridonijeti participativnijem pristupu i stvoriti nove puteve temama koje će ih učiniti življima i relevantnijima za učenike.
Neki kažu da je pokret proizvođača reakcija na obezvrjeđivanje fizičkog istraživanja i rastuću nepovezanost s fizičkim svijetom u modernim gradovima. neki smatraju da je pokret nastao kao negativan odgovor na odlaganje otpada globaliziranu masovnu proizvodnju i moć trgovačkih lanaca, multinacionalizam i konzumerizam zato što mnogi proizvodi zajednice proizvođača imaju fokus na zdravlju (hrana), održivom razvoju, zaštiti okoliša i lokalnoj kulturi.
Zbog porasta kulture proizvođača, Barack Obama obećao je otvoriti nekoliko nacionalnih istraživačkih i razvojnih objekata za javnost. Osim toga, savezna vlada SAD-a preimenovala je jedan od svojih nacionalnih centara u "America Makes".
Metode digitalne proizvodnje — koje su prethodno bile isključivo domena institucija — učinile su izradu na osobnoj razini dostupnom, slijedeći logičan i ekonomski napredak sličan prijelazu s miniračunala na osobna računala u revoluciji mikroračunala 1970-ih. Godine 2005. Dale Dougherty pokrenuo je časopis Make kako bi služio rastućoj zajednici, nakon čega je uslijedilo pokretanje Maker Fairea 2006. Izraz, koji je skovao Dougherty, prerastao je u industriju koja se temelji na sve većem broju napravi sam proizvođača koji žele nešto izgraditi, a ne kupiti.
Potaknuti prvenstveno pojavom RepRap 3D printera za izradu prototipova, pad troškova i široka primjena otvorili su nova područja inovacija. Kako je postalo isplativo napraviti samo jedan predmet za izradu prototipa (ili mali broj kućanskih predmeta), ovaj se pristup može opisati kao osobna izrada za "tržište jedne osobe".

## Makerspaces
Uspon maker kulture usko je povezan s usponom hackerspacea, fablaba i drugih "makerspacea", kojih sada ima mnogo diljem svijeta, uključujući više od 100 u Njemačkoj i Sjedinjenim Državama. Hackerspaceovi omogućuju pojedincima koji isto misle da dijele ideje, alate i vještine. Neki značajni hakerski prostori koji su povezani s kulturom proizvođača uključuju Artisan's Asylum, Dallas Makerspace, Noisebridge, NYC Resistor, Pumping Station: One i TechShop. Osim toga, oni koji se poistovjećuju sa supkulturom mogu se naći na tradicionalnijim sveučilištima tehničke orijentacije, kao što su MIT i Sveučilište Carnegie Mellon (točnije oko " trgovinskih " područja kao što su MIT Hobby Shop i CMU Robotics Club). Kako kultura stvaratelja postaje sve popularnija, hackerspaceovi i Fab Labs postaju sve češći na sveučilištima i u javnim knjižnicama. Savezna vlada počela je usvajati koncept potpuno otvorenih prostora za izradu unutar svojih agencija, od kojih je prva (SpaceShop Rapid Prototyping Lab) smještena u NASA-inom istraživačkom centru Ames . U Europi je popularnost laboratorija izraženija nego u SAD-u: gdje postoji oko tri puta više laboratorija.
Izvan Europe i SAD-a, kultura stvaratelja također je u porastu, s nekoliko hakerskih ili stvaralačkih prostora koji predstavljaju orijentire u poduzetničkom i obrazovnom krajoliku svojih gradova. Točnije: HackerspaceSG u Singapuru osnovao je tim koji sada vodi najistaknutiji akcelerator grada-države (i, vjerojatno, jugoistočne Azije) JFDI. Azija. Lamba Labs u Bejrutu prepoznat je kao hakerski prostor u kojem ljudi mogu slobodno surađivati, u gradu koji je često podijeljen različitim etničkim i vjerskim skupinama. Xinchejian u Šangaju prvi je kineski hakerski prostor koji omogućuje inovacije i suradnju u zemlji poznatoj po snažnoj internetskoj cenzuri.
S porastom gradova, koji će ugostiti 60% ljudske populacije do 2030., hackerspaces, fablabs i makerspaces će vjerojatno dobiti na snazi, budući da su to mjesta okupljanja i suradnje lokalnih poduzetnika, pružajući lokalna rješenja za okoliš, društvena ili ekonomska pitanja. Institut za budućnost pokrenuo je u tom smislu Maker Cities kao "otvorenu i suradničku online igru, kako bi stvorio ideje o tome kako građani mijenjaju posao, proizvodnju, upravljanje, učenje, dobrobit i svoje susjedstvo, te što to znači za budućnost".

## Alati i hardver

### Oblak
Računalstvo u oblaku opisuje obitelj alata u službi pokreta proizvođača, omogućujući povećanu suradnju, digitalni tijek rada, distribuiranu proizvodnju (tj. preuzimanje datoteka koje se izravno pretvaraju u objekte putem digitaliziranog proizvodnog procesa) i ekonomiju dijeljenja. Ovo, u kombinaciji s pokretom otvorenog izvornog koda, koji je u početku bio usredotočen na softver, širi se na hardver otvorenog izvornog koda, potpomognut jednostavnim pristupom mrežnim planovima (u oblaku) i ugovorima o licenciranju.
Neki primjeri alata temeljenih na oblaku uključuju mrežna spremišta projekata kao što su Appropedia i thingiverse, platforme za suradnju kontrolirane verzijama kao što su GitHub i wevolver, platforme za dijeljenje znanja kao što su instructables, wikipedia i drugi Wikiji, uključujući WikiHow i wikifab te platforme za distribuiranu proizvodnju kao što su shapeways i 100k garaže .

### Računala
Programabilni mikrokontroleri i računala s jednom pločom kao što su Arduino, Raspberry Pi, BeagleBone Black i Intelovi Galileo i Edison, od kojih su mnogi otvorenog koda, lako se programiraju i povezuju s uređajima kao što su senzori, zasloni i aktuatori. To smanjuje prepreku ulasku u razvoj hardvera. U kombinaciji s oblakom, ova tehnologija omogućuje Internet of Things .

### Digitalna izrada
Desktop 3D printanje sada je moguće u raznim vrstama plastike i metala. U kombinaciji s DIY mikroelektronikom otvorenog koda, oni mogu stvoriti autoreplikantne 3D pisače, kao što je RepRap. Digitalna proizvodnja također uključuje razne subtraktivne tehnologije izrade, npr. strojevi za lasersko rezanje, CNC glodanje i pletenje .
Za izradu vlastitog dizajna za digitalnu proizvodnju potrebni su alati za digitalni dizajn, kao što su Solidworks, Autodesk i Rhinoceros 3D. Nedavno se pojavio jeftiniji ili lakši softver za korištenje. Besplatni softver otvorenog koda kao što je FreeCAD može biti iznimno koristan u procesu projektiranja. Autodeskov Fusion 360 besplatan je za novoosnovane tvrtke i pojedince, a Onshape i Tinkercad softver su za digitalni dizajn temeljen na pregledniku.
Mrežni repozitoriji projekata čine mnoge dijelove dostupnima za digitalnu izradu—čak i za ljude koji nisu u stanju sami raditi svoj dizajn. Opendesk je jedan primjer tvrtke koja je napravila posao dizajniranjem i hostingom projekata za distribuiranu digitalnu proizvodnju.

### Platforme za financiranje
Patreon i Kickstarter dva su primjera platformi za distribuirano financiranje ključne za pokret kreatora.

### Ručni alati
Kultura proizvođača nije samo nova, digitalna tehnologija. Tradicionalni i analogni alati i dalje su ključni za pokret. Tradicionalni alati često su poznatiji i pristupačniji, što je ključno za kulturu proizvođača. Na mnogim mjestima i projektima gdje digitalni alati za izradu jednostavno nisu prikladni, ručni alati jesu.

## Ostale vrste izrade
Kultura proizvođača uključuje mnoge vrste izrade – ovaj odjeljak daje pregled nekih od glavnih vrsta.

### Amaterska znanstvena oprema
To uključuje izradu znanstvenih instrumenata za građansku znanost ili laboratorije otvorenog koda . S pojavom jeftine digitalne proizvodnje postaje sve uobičajenije da znanstvenici kao i amateri izrađuju vlastite znanstvene aparate od dizajna hardvera otvorenog koda . Docubricks je repozitorij znanstvenog hardvera otvorenog koda .

### Biologija, hrana i kompostiranje
Primjeri kulture proizvođača u proizvodnji hrane uključuju pečenje, proizvodnju domaćeg piva, proizvodnju vina, kućno prženje kave, povrće, kiseljenje, proizvodnju kobasica, sira, jogurta i peciva .
To se također može proširiti na urbanu poljoprivredu, kompostiranje i sintetičku biologiju .

### Odjeća
Kao i mnogi drugi zanatski predmeti, i odjeća se tradicionalno izrađivala kod kuće. Ali unutar kulture proizvođača, također je odjeća doživjela preporod. Odjeća može uključivati DIY trikove za šivanje i bez šivanja te časopise i platforme za dijeljenje uzoraka, kao što je Burda Style . Osobito je element otvorenog koda prihvatila nova generacija kreatora, stvarajući otvorene uzorke i platforme za dijeljenje uzoraka, metoda šivanja i tehnika konstrukcije. Hakiranje je također popularna referenca za DIY odjeću i vožnju biciklom.
Odjeća također može uključivati pletenu ili heklanu odjeću i dodatke. Neki pletači mogu koristiti strojeve za pletenje s različitim stupnjevima automatskog šaranja. Potpuno elektronički strojevi za pletenje mogu se povezati s računalima koja pokreću softver za računalno potpomognuto projektiranje. Arduino ploče povezane su s elektroničkim strojevima za pletenje kako bi se dodatno automatizirao proces.
Free People, popularni prodavač odjeće za mlade žene, često organizira večeri obrta unutar vrata svojih Anthropologie lokacija.

### Kozmetika
Kozmetički proizvodi uključuju parfeme, kreme, losione, šampone i sjenila .
Kompleti alata za izradu kozmetike mogu uključivati čaše, digitalne vage, laboratorijske termometre (ako je moguće, od -20 do 110 °C), pH papir, staklene šipke, plastične lopatice i sprej za dezinfekciju alkoholom.
Parfemi se mogu kreirati kod kuće pomoću etanola (96%, ili čak votke ili evercleara ), eteričnih ulja ili mirisnih ulja, utopljenih ulja, čak i ekstrakata okusa (kao što je čisti ekstrakt vanilije ), destilirane ili izvorske vode i glicerina. Alati uključuju staklene boce, staklenu posudu, mjernu čašicu / mjerne žlice, kapaljku, lijevak i aluminijsku foliju ili papir za omatanje .

### Glazbeni instrumenti
Koncept domaćih i eksperimentalnih instrumenata u glazbi ima svoje korijene prije pokreta stvaratelja, od kompliciranih eksperimenata s figurama kao što su Reed Ghazala i Michel Waisvisz koji su bili pioniri ranih tehnika savijanja krugova do jednostavnih projekata kao što je gitara za kutiju za cigare. Bart Hopkin je 15 godina izdavao časopis Experimental Musical Instruments nakon čega je uslijedio niz knjiga o izradi instrumenata. Organizacije kao što su Zvex, WORM, STEIM, Death by Audio i Casper Electronics bave se publikom koja radi sam, dok glazbenici poput Nicolasa Collinsa i Yurija Landmana stvaraju i izvode s instrumentima izrađenim po narudžbi i eksperimentalnim instrumentima.
Dok je još živio kod kuće, Hugh Le Caine počeo se cjeloživotno zanimati za elektronsku glazbu i stvaranje zvuka. Godine 1937. dizajnirao je elektronske orgulje sa slobodnom trskom, a sredinom 1940-ih izgradio je Electronic Sackbut, danas poznat kao jedan od prvih sintesajzera. Godine 1953. Robert Moog izradio je vlastiti dizajn teremina, a sljedeće godine objavio je članak o tereminu u Vijestima radija i televizije. Iste je godine osnovao RA Moog, prodajući teremin i komplete teremina poštom od svoje kuće. Jedan od njegovih kupaca, Raymond Scott, preinačio je Moogov teremin za upravljanje tipkovnicom, stvarajući Clavivox . John Simonton osnovao je PAiA Electronics u Oklahoma Cityju 1967. i počeo nuditi razne male elektroničke komplete putem narudžbe poštom . Počevši od 1972. PAiA je počela proizvoditi komplete analognih sintesajzera, u modularnom i sveobuhvatnom obliku.

### Izrada alata
Proizvođači također mogu napraviti ili proizvesti vlastite alate. To uključuje noževe, ručne alate, strugove, 3-D pisače, alate za obradu drva, itd.

### Vozila
Kit car, također poznat kao "komponentni automobil", je automobil koji je dostupan kao skup dijelova koje proizvođač prodaje, a kupac sam zatim sastavlja u funkcionalni automobil.
Tuning automobila može uključivati pretvorbu električnog vozila .
Zastupljena je i izrada i prerada motocikala. Kao primjeri: Tinker Bike je kit za motocikle otvorenog koda koji se može prilagoditi recikliranim komponentama; NightShift Bikes je mali, Makerist projekt u prilagođenim, DIY pretvorbama električnih motocikala.
Bicikli također imaju DIY zajednicu u stilu Makera. Zenga Bros ' Tall Bikes jedan su primjer. Radionice za bicikle u zajednici posebna su vrsta mjesta za izradu bicikala .
MAKE (časopis koji od 2004. izdaje O'Reilly Media ), smatra se "središnjim organom Pokreta stvaratelja", a njegov osnivač, Dale Dougherty, smatra se utemeljiteljem Pokreta. Ostali mediji povezani s pokretom uključuju Wamungo, Hackaday, Makery i popularni weblog Boing Boing. Urednik Boing Boinga Cory Doctorow napisao je roman, <i id="mwAXg">Makers</i>, koji opisuje kao "knjigu o ljudima koji hakiraju hardver, poslovne modele i način života kako bi otkrili načine da ostanu živi i sretni čak i kada ekonomija pada niz WC školjku ".
Godine 2016. Intel je sponzorirao reality TV show— America's Greatest Makers — gdje se 24 tima kreatora natječu za milijun dolara.

## Sajmovi proizvođača
Od 2006. subkultura održava redovite događaje diljem svijeta, Maker Faire, koji je 2012. privukao 120.000 posjetitelja. Manji sajmovi tvornica koje pokreće zajednica, poznati kao Mini Maker sajmovi, također se održavaju na raznim mjestima gdje još nije održan Maker Faire koji organizira O'Reilly. Maker Faire nudi Mini Maker Faire početni kit za poticanje širenja lokalnih Maker Faire događaja.
Po uzoru na Maker Faire, diljem svijeta pojavili su se slični događaji koji ne koriste brend Maker Faire.

## Maker Film Fest
Filmski festival Maker najavljen je za kolovoz 2014. Powerhouse Science Center u Durangu, Colorado, s prikazom "Filmovi o stvarateljima i stvarateljima koji snimaju filmove".

## Proizvodnja OZO kao odgovor na COVID-19
Pokret Maker pokrenuo se kao odgovor na izbijanje pandemije COVID-19, sa sudionicima koji su isprva usmjerili svoje vještine prema dizajniranju ventilatora otvorenog koda. Naknadno su ciljali na proizvodnju osobne zaštitne opreme (PPE). Prekid opskrbnih lanaca bio je sve veći problem, osobito u ranim danima pandemije, a pojačan je i nestašicama povezanim s pandemijom COVID-19 u medicinskim sektorima. Odgovor je bio uglavnom regionalan i raširen u 86 zemalja na 6 kontinenata, a koordinirali su svoj odgovor, dizajne i međusobne uvide putem posredničkih organizacija kao što su Tikkun Olam Makers, Fab Fouhdation ili Open Source Medical Supplies koje su uključivale više od 70.000 ljudi.
Nacionalni pokreti pojavili su se u Njemačkoj, Brazilu, Rumunjskoj, Francuskoj, Španjolskoj, Indiji i Ujedinjenom Kraljevstvu. Navedeni pokreti koristili su metode distribuirane proizvodnje ; neki su surađivali s lokalnim vlastima, lokalnom policijom i nacionalnom vojskom kako bi pomogli locirati nestašice opskrbe i upravljati distribucijom.
Brojke ukupne proizvodnje na strani zajednice proizvođača premašile su 48,3 milijuna proizvedenih jedinica, ukupne tržišne vrijednosti od oko 271 milijun dolara. Najviše proizvedeni artikli uključivali su plastična covidmaska za cijelo lice (25 milijuna), medicinske ogrtače (8 milijuna) i maske za lice (6 milijuna). Primarni načini proizvodnje koji su korišteni bili su poznati alati poput 3D ispisa, laserskog rezanja ili šivaćih strojeva, ali više organizacija proizvođača povećalo je svoju proizvodnju udruživanjem sredstava kako bi si priuštile metode visokog učinka poput rezanja ili injekcijskog prešanja .

## Kritike
Pokret proizvođača povremeno je kritiziran zbog neispunjavanja svojih ciljeva kao što su uključivost i demokratizacija. Jedna od najpoznatijih kritika došla je iz djela Deb Chachre, Why I Am Not a Maker in The Atlantic, kritizirajući rodnu povijest i sadašnjost pokreta; Evgeny Morozov 's Making It in The New Yorker, izazivajući potencijal pokreta da zapravo poremeti ili demokratizira inovacije; i The Toaster Paradox Willa Holmana, o izazovima projekta Toster Thomasa Thwaitesa za DIY i "Maker impulse".
Kritičko stvaranje također se može promatrati kao argument protiv ili komentar na kulturu proizvođača, što su istraživali Garnet Hertz, Eric Paulos, John Maeda, Matt Ratto i drugi. Primarni argument je da je kultura proizvođača nepotrebno fascinirana tehnologijom i da se projekti poboljšavaju kada rade na kritičkom razmatranju društvenih problema - posuđujući iz etabliranijih disciplina industrijskog dizajna i prakse medijske umjetnosti. Drugi kritiziraju pokret proizvođača kao da uopće nije pokret, i tvrde da se temeljno licemjerje proširuje na ograničavanje opsega i utjecaja svakog aspekta "Pokreta".
 

## Reference
1. ↑  Thomas MacMillan. 30. travnja 2012. On State Street, "Maker" Movement Arrives. New Haven Independent
2. ↑  Makers UPV: making locally, winning globally | Startup Europe. startupeuropeclub.eu. Inačica izvorne stranice arhivirana 21. kolovoza 2016. Pristupljeno 12. kolovoza 2016.
3. ↑  Martinez, Sylvia. 2013. Invent To Learn. Constructing Modern Knowledge. Torrance, CA. str. 32–35. ISBN 978-0-9891511-0-8
4. ↑  Maker Culture (chapter in Innovating Pedagogy 2013) (PDF). The Open University. Pristupljeno 9. siječnja 2014.
5. 1 2  Swan, Noelle. 6. srpnja 2014. The 'maker movement' creates D.I.Y. revolution. Christian Science Monitor
6. ↑  America Makes
7. 1 2  
Neil, Gershenfeld. 23. siječnja 2015.  Brockman, John (ur.). A Conversation with Neil Gershenfeld. Edge.org. Edge Foundation. Pristupljeno 16. veljače 2015.. We can finally fix that boundary between art and artisans.
8. ↑  Chris Anderson (May 2, 2013). "20 Years of Wired: Maker Movement"  Arhivirana inačica izvorne stranice od 10. svibnja 2016. (Wayback Machine). Wired magazine.
9. ↑  Wittbrodt, B. T.; Glover, A. G.; Laureto, J.; Anzalone, G. C.; Oppliger, D.; Irwin, J. L.; Pearce, J. M. 1. rujna 2013. Life-cycle economic analysis of distributed manufacturing with open-source 3-D printers. Mechatronics. 23 (6): 713–726. doi:10.1016/j.mechatronics.2013.06.002
10. ↑  Justin Lahart. 13. studenoga 2009. Tinkering Makes Comeback Amidst Crisis. The Wall Street Journal
11. ↑  Kalish, Jon. 21. studenoga 2010. DIY 'Hackers' Tinker Everyday Things Into Treasure. NPR
12. ↑  Minsker, Evan. 9. ožujka 2009. Hacking Chicago – Pumping Station: One brings the hacker space movement to Chicago. The Columbia Chronicle. Inačica izvorne stranice arhivirana 7. srpnja 2012.
13. ↑  Artisan's Asylum. Artisansasylum.com. Pristupljeno 13. kolovoza 2013.
14. ↑  Dallas Makerspace. dallasmakerspace.org. Pristupljeno 27. kolovoza 2017.
15. ↑  "New student club inspired by maker subculture"  Arhivirana inačica izvorne stranice od 3. siječnja 2019. (Wayback Machine). ics.uci.edu. Retrieved February 25, 2013.
16. ↑  Mazhari, Alex. 26. veljače 2015. NASA Ames SpaceShop. NASA. Inačica izvorne stranice arhivirana 2. travnja 2019. Pristupljeno 26. svibnja 2016.
17. ↑  Fab Labs. Fab Foundation. Inačica izvorne stranice arhivirana 6. veljače 2015.
18. ↑  Beirut's new hackerspace nurtures invention ideas. 1. studenoga 2012.
19. ↑  In China, Lessons of a 'Hackerspace'
20. ↑  The World's Cities in 2016 (PDF). World Urbanization Prospects: The 2014 Revision. United Nations. 2016. Pristupljeno 25. siječnja 2018.
21. ↑  Makers in the City – How 11 makerspaces around the world grow communities and hack urban issues
22. ↑  Mauroner, O. 2017. Makers, hackers, DIY-innovation, and the strive for entrepreneurial opportunities. International Journal of Entrepreneurship and Small Business. 31 (1): 32–46. doi:10.1504/IJESB.2017.10004600
23. ↑  Maker Cities Play the game. Make the future of your city
24. ↑  3D Printing & Imaging, Make
25. ↑  Open-source Lab – Appropedia: The sustainability wiki. www.appropedia.org. Pristupljeno 27. veljače 2016.
26. ↑  Pearce, Joshua M. 14. rujna 2012. Building Research Equipment with Free, Open-Source Hardware. Science (engleski). 337 (6100): 1303–1304. Bibcode:2012Sci...337.1303P. doi:10.1126/science.1228183. ISSN 0036-8075. PMID 22984059
27. ↑  Baden, Tom; Chagas, Andre Maia; Gage, Greg; Marzullo, Timothy; Prieto-Godino, Lucia L.; Euler, Thomas. 2015. Open Labware: 3-D Printing Your Own Lab Equipment. PLOS Biology. 13 (3): e1002086. doi:10.1371/journal.pbio.1002086. PMC 4368627. PMID 25794301
28. ↑  Docubricks. Docubricks
29. ↑  Making & the DIY Bio Frontier
30. ↑  Gerstein, Julie. 41 Awesomely Easy No-Sew DIY Clothing Hacks. BuzzFeed Life. Pristupljeno 27. kolovoza 2015.
31. ↑  Maker Faire 2011: BurdaStyle's Online Community for DIY Fashion. TreeHugger
32. ↑  Costumes Instructables. Instructables.com. Inačica izvorne stranice arhivirana 19. srpnja 2017. Pristupljeno 27. kolovoza 2015.
33. ↑  von Busch, Otto. 2008. Fashion-able: Hacktivism and engaged fashion design. ArtMonitor. Gothenburg.
34. ↑  Knitic Project. 4. lipnja 2013.
35. ↑  What Is the Maker Movement and Why Should You Care?. The Huffington Post. 2. svibnja 2013.
36. ↑  Heidi Milkert. 16. rujna 2014. Mink Founder, Grace Choi Hacks a $70 2D Printer to 3D Print Lipstick, Eye Shadow and Nail Polish. 3DPrint.com
37. ↑  ChrysN. 2. studenoga 2008. How to make perfume. Instructables.com
38. ↑  Kozinn, Allan. Robert Moog, Creator of Music Synthesizer, Dies at 71. New York Times (engleski). Pristupljeno 3. prosinca 2018.
39. ↑  Obituary: Dr Robert Moog. BBC News (engleski). 22. kolovoza 2005. Pristupljeno 3. prosinca 2018.
40. 1 2 3  Grace-Flood, Liam. 17. travnja 2017. Why Are We Makers. Make: MagazineGrace-Flood, Liam (April 17, 2017). "Why Are We Makers". Make: Magazine.
41. ↑  Simonton, John. Svibanj 1968. Cyclops Intruder Detector. Popular Electronics. Ziff Davis. 28 (5): 41–44
42. ↑  Unplugged Tools: A Maker's Journey to Revive Traditional Woodworking | Make. Make: DIY Projects and Ideas for Makers. Pristupljeno 27. veljače 2016.
43. ↑  Hand Tool Woodworking Instruction and Thoughts. The Renaissance Woodworker. Pristupljeno 27. veljače 2016.
44. ↑  Custom Bikes Of The Week: 25 September, 2016. Bike EXIF (engleski). 25. rujna 2016. Pristupljeno 22. prosinca 2017.
45. ↑  Tall Bikes Will Save the World: Watch and Believe. Red Bull (engleski). Pristupljeno 22. prosinca 2017.
46. ↑  DIY bike workshop with friendly bike maintenance classes. London Bike Kitchen (engleski). Pristupljeno 22. prosinca 2017.
47. ↑  More than just digital quilting. The Economist
48. ↑  Doctorow, Cory. 28. listopada 2009. Makers, my new novel: free downloads, donate to libraries and colleges, signings and tours. Boing Boing
49. ↑  More than just digital quilting. The Economist. 3. prosinca 2011.
50. ↑  "Maker Faire Bay Area 2012: Highlights and Headlines". On 3D Printing. May 20, 2012.
51. ↑  East Bay Mini Maker Faire
52. ↑  Ken Liebeskind. 28. travnja 2012. Mini Maker Faire Brings Innovation to Westport. The Weston Daily Voice. Westport, Connecticut. Inačica izvorne stranice arhivirana 1. svibnja 2012.
53. ↑  Molly McGowan. 1. svibnja 2012. Burlington's first Mini Maker Faire a success. Times-News. Burlington, North Carolina
54. ↑  Maker Meetup! Saturday July 14th 2012. The Reuseum. 18. lipnja 2012. Inačica izvorne stranice arhivirana 1. veljače 2013. Pristupljeno 13. kolovoza 2013.
55. ↑  The Mini Maker Faire Starter Kit. diy.makerfaire.com. 18. svibnja 2011. Inačica izvorne stranice arhivirana 18. svibnja 2011.
56. ↑  E.D.W. Lynch. 7. kolovoza 2014. The Maker Film Festival, A Film Celebration of the Maker Movement in Durango, Colorado. Laughing Squid
57. ↑  DESIGN | MAKE | PROTECT (PDF). Open Source Medical Supplies. 22. veljače 2021.
58. ↑  ABOUT. Open Source Medical Supplies (engleski). Pristupljeno 22. veljače 2021.
59. ↑  Covid-19 Response. fabfoundation.org. Pristupljeno 22. veljače 2021.
60. ↑  TOM. tomglobal.org. Pristupljeno 22. veljače 2021.
61. ↑  National Maker Response Case Studies. Open Source Medical Supplies (engleski). Pristupljeno 22. veljače 2021.
62. ↑  National Case Study: France's Maker Response Against COVID-19. Open Source Medical Supplies (engleski). Pristupljeno 22. veljače 2021.
63. ↑  National Case Study: India's Maker Response Against COVID-19. Open Source Medical Supplies (engleski). Pristupljeno 22. veljače 2021.
64. ↑  National Case Study: Germany's Maker Response against COVID-19. Open Source Medical Supplies (engleski). Pristupljeno 22. veljače 2021.
65. ↑  DESIGN | MAKE | PROTECT. Open Source Medical Supplies (engleski). Pristupljeno 22. veljače 2021.
66. 1 2  DESIGN | MAKE | PROTECT (PDF). Open Source Medical Supplies. 22. veljače 2021.
67. ↑  COVID-19 Maker Response. Nation of Makers (engleski). Pristupljeno 22. veljače 2021.
68. ↑  Research on the Maker Movement
69. ↑  Chachra, Debbie. Why I Am Not a Maker. The Atlantic
70. ↑  Morozov, Evgeny. 6. siječnja 2014. Making It Prenosi www.newyorker.com
71. ↑  Holman, Will. 31. prosinca 2014. The Toaster Paradox. Will Holman. Pristupljeno 22. prosinca 2017.
72. ↑  Critical Making » FutureEverything. Inačica izvorne stranice arhivirana 5. siječnja 2015. Pristupljeno 5. siječnja 2015.
73. ↑  Grace-Flood, Liam. Open World: Why Are We Makers. Make: Magazine

## Vanjske poveznice
- Neslužbeno istraživanje Ananse grupe
- Manifest Stvoritelja .
- Maker Movement, P2P Foundation